# Великий Фламарион
«Великий Фламарион» (англ. The Great Flamarion) — фильм нуар режиссёра Энтони Манна, который вышел на экраны в 1945 году.
Фильм рассказывает об одиноком, надменном и озлобленном снайпере эстрадного шоу по имени Фламарион (Эрих фон Штрогейм), которого соблазняет коварная артистка из его номера Конни Уоллес (Мэри Бет Хьюз). Подстрекаемый Конни, Фламарион убивает её мужа-алкоголика (Дэн Дьюриа), рассчитывая, что после этого Конни выйдет за него замуж. Однако Конни вскоре исчезает со своим любовником. В конце концов, Фламарион находит её, что приводит к трагической развязке.
Современные критики считают, что эта картина сегодня более всего значима тем, что главную роль в ней сыграл выдающийся режиссёр немого кино Эрих фон Штрогейм, а также как один из первых фильмов режиссёра Энтони Манна, который вскоре прославится серией высококлассных фильмов нуар и вестернов.

## Сюжет
В 1936 году в концертном зале в Мехико во время эстрадного шоу за кулисами раздаются выстрелы. На месте выстрелов обнаружено тело артистки Конни Уоллес (Мэри Бет Хьюз), однако прибывшая полиция устанавливает, что она была задушена. Выяснив, что этим же вечером у Конни была ссора с мужем, артистом Эдди Уилером (Стивен Баркли), полиция арестовывает его по подозрению в убийстве. Позднее тем же вечером, когда клоун Тони (Лестер Аллен) убирает со сцены реквизит, на его глазах со стропил падает человек с огнестрельным ранением. Тони узнаёт в нём Великого Фламариона (Эрих фон Штрогейм), бывшего эстрадного снайпера, известного своим высоким мастерством. Чувствуя, что умирает, Фламарион сообщает Тони, что это он убил Конни, далее рассказывая ему о причинах своего поступка.
Некоторое время назад в Питтсбурге Фламарион выступал с эстрадным номером, демонстрируя меткую стрельбу, в котором его ассистентами были Конни и её тогдашний муж Эл Уоллес (Дэн Дьюриа). После шоу высокомерный и раздражительный Фламарион отчитывает Эла за то, что тот во время выступления был пьян, чем не только мог сорвать номер, но и быть случайно застреленным. Оставшись с мужем наедине, Конни говорит, что больше не может терпеть его постоянное пьянство, и требует развода, однако Эл отвечает, что в случае, если она попытается развестись, он предаст гласности некоторые факты воровства и мошенничества из её прошлой жизни.
Фламариона много лет назад предала любимая женщина, и с тех пор он ведёт замкнутый образ жизни и открыто демонстрирует презрение к женщинам. Когда вечером в своём номере он упражняется с оружием, его неожиданно навещает Конни, объясняясь ему в любви. Несмотря на то, что из-за постоянного пьянства Эла Фламарион решил уволить их обоих из своего номера, Конни удаётся уговорить Фламариона взять их с собой на предстоящие гастроли в Сан-Франциско. Там Конни удаётся соблазнить Фламариона, и вскоре он безумно влюбляется в свою ассистентку. Она намекает стрелку на то, что они могли бы быть счастливы вместе, если он во время номера застрелит Эла, когда тот в пьяном виде неудачно качнётся в сторону. Фламарион однако не знает, что Конни втайне от него завела роман с коллегой по эстрадной программе, исполнителем велосипедных трюков Эдди Уилером. Эд испытывает муки совести из-за того, что встречается с женой своего друга, и сообщает Конни, что собирается уехать в концертный тур по Центральной Америке на целый год, чтобы забыть её.
Однажды вечером, измучившись от ожидания встречи с ней, Фламарион говорит Конни, что готов убить Эла, после чего Конни просит его сделать это в ближайшую субботу. После этого Конни встречается с Эдди, говоря, что она расстанется с Элом и поедет на гастроли по Центральной Америке вместе с ним, после чего они целуются. Перед субботним выступлением Конни подпаивает Эла, и во время выступления Фламарион намеренно попадает в Эла. Коронер устанавливает, что убийство Эла было несчастным случаем, вызванным тем, что он был пьян. Два дня спустя Фламарион тайно встречается с Конни в парке, и предлагает немедленно вместе уехать в Лас-Вегас, чтобы пожениться. Конни однако настаивает на том, что какое-то время они должны скрывать какую-либо связь, чтобы избежать подозрений. Она говорит Фламариону, что поживёт у своей матери в Миннесоте, а ровно через три месяца они встретятся в гостинице «Эмпайр» в Чикаго.
Три месяца спустя, за день до условленной даты, Фламарион приезжает в Чикаго и регистрируется в гостинице в дорогом номере люкс для молодожёнов, после чего тщательно готовится к встрече Конни. Однако на следующий день она так и не появляется. Несколько дней спустя Фламарион получает телеграмму, согласно которой адрес своей матери в Миннесоту, который дала ему Конни, не существует. Поняв, что Конни его предала, Фламарион впадает в депрессию. Чтобы забыться, он направляется в Лас-Вегас, где начинает пить и играть в азартные игры, чего раньше никогда не делал. Деньги, которые у него оставались от игры, он пускал на поиски Конни, однако это не приносило результата. Фламарион приезжает к своему агенту в Лос-Анджелес, который говорит, что также не смог нигде обнаружить следов Конни. Одновременно он предлагает Фламариону новый контракт, однако тот отказывается, решая продолжить поиски. Фламарион проезжает всю страну, истратив на это все свои деньги, и в конце концов даже продаёт свои ценные концертные пистолеты.
Однажды Фламарион разыскивает знакомую артистку Клео (Эстер Говард), которая рассказывает ему, что Конни вместе с артистом Эдди Уилером уехала на гастроли по Центральной Америке и сейчас они, вероятно, вместе находятся в Мексике. На попутках Фламарион добирается до границы, затем идёт пешком и снова на попутках добирается до Мехико. Наконец, он приходит на концерт, где видит велосипедный номер, в котором Конни выступает вместе с Эдди. После завершения их выступления Фламарион следит за Конни за кулисами, где видит, как Эдди отчитывает её за то, что она флиртует с одним из акробатов. Фламарион заходит вслед за Конни в её гримёрку. Увидев его, Конни пытается оправдаться, что совершила ужасную ошибку ради того, чтобы избавиться от Эла. Однако, когда она вышла замуж за Эдди, продолжала думать о Фламарионе и очень рада, что он пришёл. Конни обещает, что всё будет, как прежде и они построят своё будущее вместе, и будут снова вместе выступать, а Фламарион снова станет звездой. Однако Фламарион не верит ей, и собирается её убить. Конни удаётся взять со стола пистолет, после чего она заявляет, что Фламарион — жалкий неудачник, которого никто никогда не полюбит, и что она всегда ненавидела его. Фламарион надвигается на неё, и несмотря на то, что она дважды стреляет в него, Фламарион берёт её за шею и душит. Когда на звук выстрелов выбегают люди, Фламарион по лестнице поднимается на стропила над сценой, где прячется некоторое время, однако в итоге выбивается из сил и падает вниз. Закончив свой рассказ, Фламарион умирает на руках у Тони в тот момент, когда прибывает полиция.

## В ролях
- Эрих фон Штрогейм — Великий Фламарион
- Мэри Бет Хьюз — Конни Уоллес
- Дэн Дьюриа — Эл Уоллес
- Стивен Баркли — Эдди Уилер
- Лестер Аллен — Тони
- Эстер Говард — Клео
- Майкл Марк — ночной сторож

## Создатели фильма и исполнители главных ролей
Как отметил историк кино Хэл Эриксон, продюсером этого «амбициозного независимого фильма был Уильям Уайлдер, брат знаменитого режиссёра Билли Уайлдера». По информации Американского института киноискусства, эта картина стала дебютной для Уильяма Уайлера в качестве продюсера, который до этого был бизнесменом на Востоке страны. По словам киноведа Джереми Арнольда, вслед за этой картиной Уильям Уайлдер спродюсирует ещё один недорогой фильм нуар Энтони Манна «Странное воплощение» (1946), и «на протяжении последующих 20 лет будет продюсером и режиссёром ряда фильмов очень невысокого уровня». Он, в частности, поставил фильмы нуар «Стеклянное алиби» (1946), «Претендент» (1947) и «Украв однажды» (1950), а позднее — серию низкобюджетных фантастических фильмов, таких как «Убийцы из космоса» (1954). По словам Арнольда, Билли Уайлдер редко говорил о своём брате, но когда говорил, то это всегда было одно и то же. В частности, в интервью в 1975 году он назвал его «тупым сукиным сыном». Много лет спустя он назвал его «дураком», который думал, что сможет чего-то добиться в Голливуде просто по той причине, что это смог сделать его более известный брат.
Это был второй фильм нуар режиссёра Энтони Манна после «Странники в ночи» (1944), и, как полагает Арнольд, «этот фильм действительно показывает, что Манн начал понимать, как поднять обычную историю с помощью экспрессионистских режиссёрских решений». Пять фильмов спустя Манн «добьётся крупного успеха со своим классическим фильмом „Агенты казначейства“ (1947)», за которым последуют такие значимые фильмы нуар, как «Отчаянный» (1947), «Он бродил по ночам» (1948) и «Грязная сделка» (1949), а также вестерны «Винчестер 73» (1950), «Обнажённая шпора» (1953), «Человек из Ларами» (1955) и «Жестяная звезда» (1957).
Эрих фон Штрогейм добился славы в 1920-е годы как режиссёр таких классических фильмов как «Алчность» (1924) и «Весёлая вдова» (1925) . Однако позднее «Фон Штрогейм попал в чёрный список мейнстримового Голливуда из-за своей репутации человека, с которым трудно работать, его чересчур дорогих фильмов и преследующих его слухах о его сексуальном декадентстве и об оргиях на всю ночь в съёмочных павильонах». Фон Штрогейм ненадолго вернулся в Европу, где, в частности, сыграл в фильме «Великая иллюзия» (1937), а в 1940-е годы снова приехал в Голливуд, снявшись в 1943—1946 годах в семи фильмах. Как отмечает историк кино Деннис Шварц, «он увидел, что может получить роли только на бедных киностудиях, которые хотели заполучить его задёшево и использовать его звёздное имя, чтобы лучше продать свои дешёвые картины». По словам киноведа Артура Лайонса, «по иронии судьбы, его самой триумфальной ролью стала карикатура на себя самого, некогда великого режиссера немого кино, вынужденного работать слугой и шофером у чокнутой звезды немого кино (Глория Свенсон) в классическом нуаре Билли Уайлдера „Бульвар Сансет“ (1950)».

## История создания фильма
Фильм поставлен по мотивам истории австрийской писательницы Вики Баум под названием «Большой выстрел» (англ. Big Shot), который был опубликован в журнале Collier’s в сентябре 1936 года.
Рабочими названиями этого фильма были «Мёртвый голубь» (англ.  Dead Pigeon) и «Странный роман» (англ. Strange Affair).
Фильм находился в производстве в сентябре 1944 на California Studios, и вышел в прокат 30 марта 1945 года.
Как сообщает киновед Джереми Арнольд, повествование в фильме ведётся в форме флэшбека, что делает его композиционно схожим с «Двойной страховкой» (1944), которая вышла годом ранее в постановке Билли Уайлдера. Как далее пишет Арнольд, «фон Штрогейм, знаменитый режиссёр немых фильмов, не интересовался нелинейными фильмами и критиковал композицию с флэшбеком этого фильма, так как считал её дешёвой попыткой сделать фильм „более значимым“». В книге «Штрогейм» Артур Ленниг (англ. Arthur Lennig) биограф знаменитого режиссёра, приводит следующие слова Штрогейма об этом фильме: «Все мои советы ничего не значили. Конец стал началом, и это было началом конца. Снова и снова я говорю, что люди в целом не интересуются историей, когда они знают с самого начала, что один из главных героев умрёт». По словам Арнольда, фон Штрохейм и Манн неоднократно вступали в конфликты во время работы над фильмом, и позднее Манн говорил: «Он сводил меня с ума. Он был гением. Я не гений. Я работяга».

## Оценка фильма критикой

### Общая оценка фильма
По мнению Джереми Арнольда, эта «низкобюджетная картина студии Republic более всего интересна сегодня присутствием Эриха фон Штрогейма, а также как один из первых фильмов Энтони Манна, который вскоре после этого добьётся успеха как один из великих режиссёров фильмов нуар и вестернов». Историк кино Джинин Бейсингер (англ. Jeanine Basinger) отметила, что этот фильм содержит «прототип будущего героя Манна — персонажа, настоящее которого сформировано шрамом (или тайной) из его прошлого». Однако, как полагает Хэл Эриксон, «режиссура будущего культового фаворита Энтони Манна здесь довольно поверхностна, что, возможно, связано с тем, что он был несколько напуган присутствием такой яркой личности, как фон Штрогейм».
Современный кинокритик Стив Миллер посчитал, что «это абсолютно предсказуемый фильм, хотя, возможно, в 1946 году, когда он был снят, всё выглядело не так. История никогда не упускает шанса пойти именно туда, куда вы ожидаете, и персонажи никогда не выходят за рамки полных и тотальных клише». Тем не менее, по словам Миллера, «от этого фильма всё-таки можно получить определенное удовольствие, если просто расслабиться и наблюдать за происходящим на экране». По словам историка кино Денниса Шварца, «это банальная и тяжеловесно рассказанная история, за которой однако забавно наблюдать благодаря фон Штрогейму в роли обиженного человека, который жаждет мести за то, что над ним посмеялись».
Историк кино Майкл Кини пришёл к заключению, что «это приятный маленький фильм, в котором бывшая звезда немого кино фон Штрогейм играет для себя на удивление непринужденно, Дьюриа великолепен в роли несчастного рогоносца, а Хьюз потрясающа в роли роковой женщины». Хэл Эриксон пишет, что «фон Штрогейм играет заглавного персонаж со смаком (и немного с горчинкой)», а Лайонс отмечает, что «фон Штрогейму удается удержаться от переигрывания в этой прекрасно сделанной мелодраме». Как полагает Миллер, «игра Хьюз в роли черной вдовы настолько чрезмерна, что идеально соответствует характеру сценария, в то время как фон Штрогейм использует интересный поворот в роли человека, который переходит от одержимости смертоносным оружием к смертельной одержимости женщиной, которая забрала его самоуважение и его честь».